# Sandro Cortese
Sandro Cortese (Oschenhausen, 1990. január 6. –) német motorversenyző.
A Moto3 kategória világbajnoka lett 2012-ben, emellett minden idők legfiatalabb német és a KTM első világbajnoka. 2022-ben vonult vissza a versenyzéstől.

## Pályafutása

### A kezdetek
Alessandro Cortese 1990-ben született, Ochsenhausenben, Nyugat-Németországban egy olasz apa és egy német anya fiaként. Kilenc évesen kezdte meg pályafutását Pocket Bike-on, amely kategóriában Európa-bajnok, valamint német Mini Bike-bajnok lett. A német IDM-szériában a 125 köbcentisek között a 10. helyen zárt összetettben.

### 125 cm³ világbajnokság

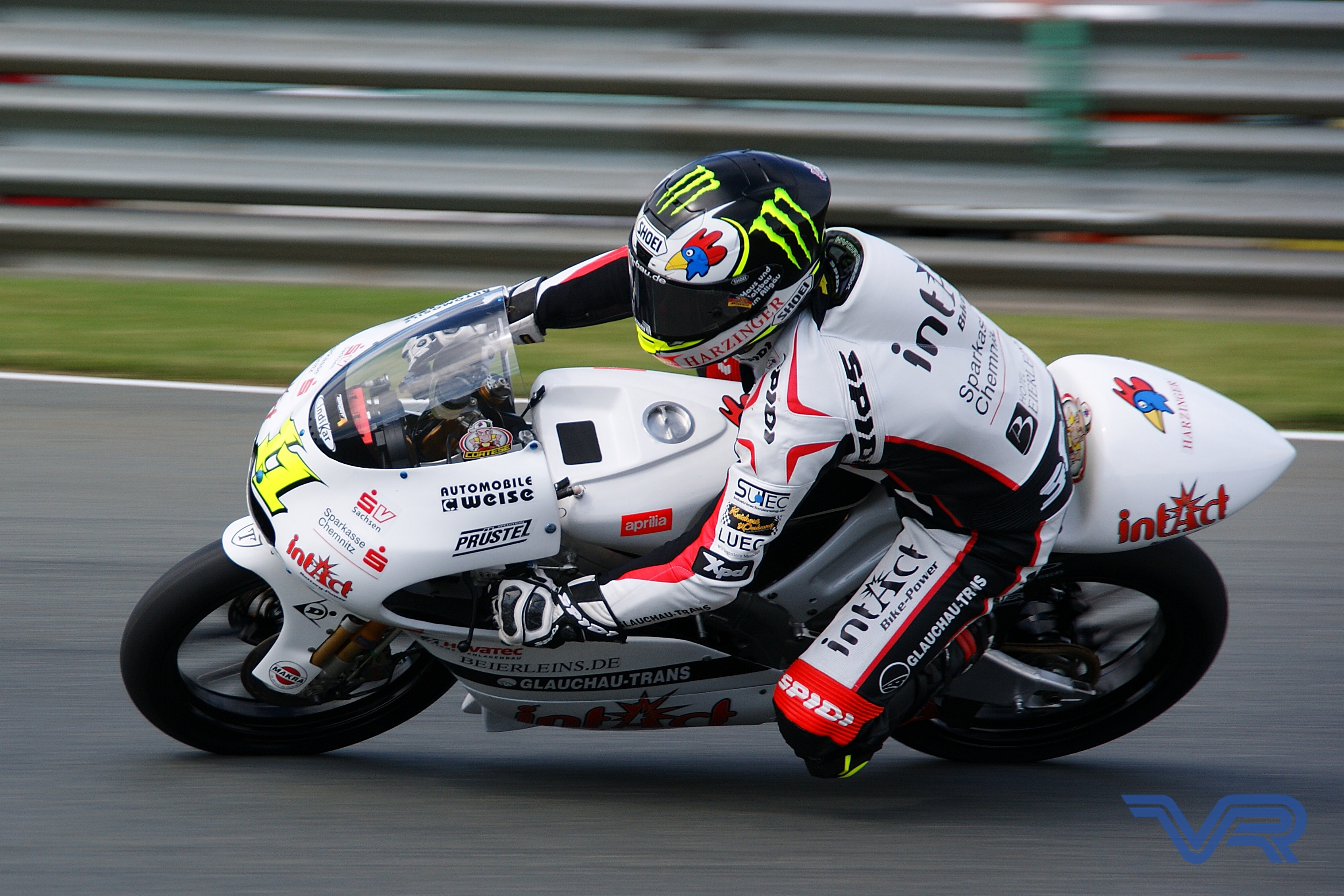
Sandro Cortese 2011-ben.

2005-ben debütált a 125 köbcentis világbajnokságon a Kiefer-Bos-Castrol Honda színeiben és első évében 8 ponttal a 26. helyen rangsorolták. Versenyen szerzett legjobb eredménye három 14. pozíció volt Németországban, Csehországban és Törökországban. A 2005-ös és 2006-os csapatbajnok, Elit – Caffè Latte Hondához igazolt és az egyéni vb-győztes Thomas Lüthi csapattársa lett. Itt folyamatosan fejlődött, legjobb helyezése egy 10. pozíció volt a portugál nagydíjon. Végül a 17. helyen zárt, 23 ponttal. 
2007-re átkeresztelték csapatát és Aprilia motorokra váltottak. Az évben a legtöbb futamon a top10-ben végzett és 14. lett a rangsorban. 2008-ban a Works Aprilia RSA-hoz igazolt át. Az idényben az olaszországi Mugello fordulópont volt, mivel onnantól kezdve sosem végzett nyolcadiknál hátrébb. Ausztráliában az élről bukott, de sikerült visszatérnie a 6. helyen a pályára. Malajziában leggyorsabb kört futott a 18. helyről indulva a negyedikként ért célba. A kiírás végén ő volt az egyetlen a géposztályban, aki minden fordulót befejezett és Kína kivételével mindenhol pontot szerzett. 
A 2009-es idényre a finn Ajo Motorsporthoz szerződött, akiknél Mike di Meglio egyéni világbajnok lett. Dominique Aegerter csapattársaként a gyári Derbi RSA 125-össel állt fel a rajtrácsra. Összesen három alkalommal végzett pódiumon, elsőként a nyitányon, Katarban. Egyben ez volt első dobogója a kategóriában. 2010-ben is az Ajo csapat Derijén ült és Marc Márquezzel, valamint Adrián Martínnal dolgozott együtt. Az alakulat szinte minden fordulóban váltogatta a szponzorait. Két dobogóját a Sachsenringen és az Indianapolisban szerezte. Egy pole-pozíciót érő körét Olaszországban futotta.
A 2011-es szezonra az újonc Dirk Heidolf Racing Team Germany csapatába került egy Apriliával. Augusztus 14-én, a 109. nagydíján, Csehországban első futamgyőzelmét ünnepelhette, miután az utolsó szakaszban előzte meg Johann Zarcót. Addigi legjobb összetettjét hozva a 4. pozícióban rangsorolták. 

### Moto3
2012-ben a 125-ös géposztály helyére lépő Moto3-as világbajnokságban maradt. 2012. július 8-án, 41 év után az első német lett, aki hazai környezetben, a Sachsenringen nyerni tudott, ezzel átvette a vezetést a bajnoki összetettben. Október 21-én a Sepangban aratott győzelmével, két futammal a vége előtt megnyerte a bajnokságot, amivel a Moto3 első világbajnoka lett. Az év végén Pit Beirer, a KTM Motorsport igazgatója ünnepélyesen odaajándékozta Cortésének a 2012-ben használt motorját.

### Moto2
2013-ra feljutott az eggyel magasabb Moto2-es világbajnokságba és egyedül lett nevezve a Dynavolt Intact GP-hez. 2014-ben, a cseh Brnóban szerezte első dobogóját. Egészen a 2017-es szezon végéig maradt az alakulatnál. Összesen 88 Moto2-es viadalon 3 pódiumot gyűjtött.

### Supersport-világbajnokság
2018-ra félig szakágat váltott és az inkább utcai motorokra hajazó, Supersport-világbajnokságba igazolt, amely a Superbike előszobája. A Kallio Racing Yamaha YZF-R6-osán két versenyt nyert, Aragónban a és Donington Parkban. Rögtön első szezonjában megnyerte a szériát.

### Superbike-világbajnokság
A 2019-es szezonra feljutott a Superbike-világbajnokságba (WSBK) a gyári GRT Yamaha színeiben. A következő évben a Team Pedercinihez igazolt, és Yamaháról Kawasakira ült át. A portimaói első futamon nagyot bukott, amelyben majdnem teljesen lebénult. Az orvosok elsődlegesen körülbelül 8 hónapos kihagyást diagnosztizáltak nála. A szezon hátralevő nagy részében Roman Ramos, Valentin Debise és Loris Cresson helyettesítette. 2021-ben a partvonalon kívül a Yamaha márkanagykövete lett.
Húsz hónappal balesete után, 32 évesen, 2022. április 3-án hivatalos Instagram-oldalán jelentette be, hogy visszavonul a versenyzéstől. Egyben közölte, hogy teste a balesete után sosem lesz már a régi. A bejelentést követően az egyik korábbi szponzoránál, a Gutmann Gruppénél kapott állást, emellett tévés kommentátor-szakértőként tért vissza és a Yamahával, illetve a bLU cRU-val közreműködve fiatal német tehetségek felkutatásával kezdett foglalkozni.

## Eredményei

### Statisztika
| Szezon   | Géposztály | Csapat                   | Motor    | Típus           | Verseny | Győzelem | Dobogó | Pole | LK | Pont | Hely |
| -------- | ---------- | ------------------------ | -------- | --------------- | ------- | -------- | ------ | ---- | -- | ---- | ---- |
| 2005     | 125 cm³    | Kiefer-Bos-Castrol Honda | Honda    | Honda RS125R    | 16      | 0        | 0      | 0    | 0  | 8    | 26,  |
| 2006     | 125 cm³    | Elit – Caffè Latte       | Honda    | Honda RS125R    | 16      | 0        | 0      | 0    | 0  | 23   | 17.  |
| 2007     | 125 cm³    | Emmi – Caffè Latte       | Aprilia  | Aprilia RS 125  | 17      | 0        | 0      | 0    | 0  | 66   | 14   |
| 2008     | 125 cm³    | Emmi – Caffè Latte       | Aprilia  | Aprilia RSA 125 | 17      | 0        | 0      | 0    | 1  | 141  | 8.   |
| 2009     | 125 cm³    | Ajo Interwetten          | Derbi    | Derbi RSA 125   | 16      | 0        | 3      | 1    | 2  | 130  | 6.   |
| 2010     | 125 cm³    | Ajo Motorsport           | Derbi    | Derbi RS 125 R  | 17      | 0        | 2      | 1    | 2  | 143  | 7.   |
| 2011     | 125 cm³    | Intact-Racing Germany    | Aprilia  | Aprilia RSA 125 | 17      | 2        | 6      | 1    | 2  | 225  | 4.   |
| 2012     | Moto3      | Red Bull KTM Ajo         | KTM      | KTM M32         | 17      | 5        | 15     | 7    | 4  | 325  | 1.   |
| 2013     | Moto2      | Dynavolt Intact GP       | Kalex    | Kalex Moto2     | 17      | 0        | 0      | 0    | 0  | 22   | 19.  |
| 2014     | Moto2      | Dynavolt Intact GP       | Kalex    | Kalex Moto2     | 18      | 0        | 1      | 0    | 0  | 85   | 9.   |
| 2015     | Moto2      | Dynavolt Intact GP       | Kalex    | Kalex Moto2     | 18      | 0        | 1      | 0    | 0  | 90   | 11.  |
| 2016     | Moto2      | Dynavolt Intact GP       | Kalex    | Kalex Moto2     | 17      | 0        | 1      | 0    | 0  | 61   | 15.  |
| 2017     | Moto2      | Dynavolt Intact GP       | Suter    | Suter MMX2      | 18      | 0        | 0      | 0    | 0  | 43   | 18.  |
| Összesen | Összesen   | Összesen                 | Összesen | Összesen        | 177     | 7        | 27     | 10   | 11 | 1203 |      |
| 2018     | Supersport | Kallio Racing            | Yamaha   | Yamaha YZF-R6   | 12      | 2        | 8      | 3    | 7  | 208  | 1.   |
| 2019     | Superbike  | GRT Yamaha WorldSBK      | Yamaha   | Yamaha YZF-R1   | 39      | 0        | 0      | 0    | 0  | 134  | 12.  |
| 2020     | Superbike  | Outdo Kawasaki TPR       | Kawasaki | Ninja ZX-10RR   | 7       | 0        | 0      | 0    | 0  | 14   | 19.  |
| Összesen | Összesen   | Összesen                 | Összesen | Összesen        | 75      | 2        | 8      | 3    | 7  | 356  |      |

### Teljes MotoGP-eredménylistája
(Táblázat értelmezése)

(Félkövér: pole-pozícióból indult; dőlt: leggyorsabb kört futott) 

| Év   | Géposztály | Motor   | 1      | 2      | 3      | 4      | 5      | 6      | 7      | 8      | 9      | 10     | 11     | 12     | 13     | 14     | 15     | 16     | 17     | 18     | Helyezés | Pont |
| ---- | ---------- | ------- | ------ | ------ | ------ | ------ | ------ | ------ | ------ | ------ | ------ | ------ | ------ | ------ | ------ | ------ | ------ | ------ | ------ | ------ | -------- | ---- |
| 2005 | 125 cm³    | Honda   | SPA 20 | POR 25 | CHN Ki | FRA 15 | ITA Ki | CAT 23 | NED 24 | GBR 15 | GER 14 | CZE 14 | JPN Ki | MAL 21 | QAT 17 | AUS 19 | TUR 14 | VAL Ki |        |        | 26.      | 8    |
| 2006 | 125 cm³    | Honda   | SPA 16 | QAT Ki | TUR 16 | CHN 17 | FRA 15 | ITA Ki | CAT 19 | NED 14 | GBR 14 | GER 13 | CZE 11 | MAL 17 | AUS 14 | JPN 14 | POR 10 | VAL 18 |        |        | 17.      | 23   |
| 2007 | 125 cm³    | Aprilia | QAT 17 | SPA 7  | TUR Ki | CHN 18 | FRA 7  | ITA 7  | CAT 11 | GBR 12 | NED 8  | GER 7  | CZE 10 | SMR 15 | POR Ki | JPN Ki | AUS 10 | MAL Ki | VAL Ki |        | 14       | 67   |
| 2008 | 125 cm³    | Aprilia | QAT 11 | SPA 10 | POR 10 | CHN 16 | FRA 11 | ITA 8  | CAT 8  | GBR 9  | NED 4  | GER 6  | CZE 7  | SMR 7  | IND 5  | JPN 6  | AUS 6  | MAL 4  | VAL 5  |        | 8.       | 131  |
| 2009 | 125 cm³    | Derbi   | QAT 3  | JPN 6  | SPA 6  | FRA 12 | ITA 10 | CAT 9  | NED Ki | GER 6  | GBR Ki | CZE 6  | IND 18 | SMR 5  | POR 2  | AUS 3  | MAL 6  | VAL 8  |        |        | 6.       | 130. |
| 2010 | 125 cm³    | Derbi   | QAT 5  | SPA 11 | FRA 6  | ITA Ki | GBR 6  | NED 5  | CAT 4  | GER 3  | CZE 16 | IND 2  | SMR 5  | ARA 5  | JPN 12 | MAL 6  | AUS Ki | POR Ki | VAL 5  |        | 7.       | 143  |
| 2011 | 125 cm³    | Aprilia | QAT 2  | SPA 6  | POR 2  | FRA 7  | CAT 4  | GBR 7  | NED 4  | ITA 12 | GER 8  | CZE 1  | IND 3  | RSM 4  | ARA 7  | JPN 5  | AUS 1  | MAL 2  | VAL Ki |        | 4.       | 225  |
| 2012 | Moto3      | KTM     | QAT 3  | SPA 3  | POR 1  | FRA 6  | CAT 2  | GBR 3  | NED 2  | GER 1  | ITA 3  | IND 2  | CZE 3  | RSM 1  | ARA 2  | JPN 6  | MAL 1  | AUS 1  | VAL 2  |        | 1.       | 325  |
| 2013 | Moto2      | Kalex   | QAT 17 | AME 25 | SPA 18 | FRA 12 | ITA 14 | CAT Ki | NED 14 | GER 14 | IND 16 | CZE Ki | GBR 20 | RSM Ki | ARA 10 | MAL Ki | AUS 11 | JPN 15 | VAL 16 |        | 19.      | 22   |
| 2014 | Moto2      | Kalex   | QAT 7  | AME 14 | ARG 9  | SPA 9  | FRA 12 | ITA 13 | CAT Ki | NED Ki | GER Ki | IND 6  | CZE 3  | GBR 18 | RSM 12 | ARA 12 | JPN Ki | AUS 6  | MAL 7  | VAL Ki | 9.       | 85   |
| 2015 | Moto2      | Kalex   | QAT 7  | AME 14 | ARG 7  | SPA Ki | FRA 14 | ITA 8  | CAT Ki | NED 17 | GER 11 | IND Ki | CZE 8  | GBR 8  | RSM 8  | ARA 13 | JPN 3  | AUS Ki | MAL 7  | VAL 13 | 11.      | 90   |
| 2016 | Moto2      | Kalex   | QAT 15 | ARG Ki | AME 12 | SPA Ki | FRA Ni | ITA 11 | CAT Ki | NED 12 | GER 15 | AUT 11 | CZE 23 | GBR 12 | RSM 9  | ARA 13 | JPN 5  | AUS 3  | MAL 17 | VAL Ki | 15.      | 61   |
| 2017 | Moto2      | Suter   | QAT 22 | ARG 8  | AME 23 | SPA Ki | FRA 14 | ITA 19 | CAT Ki | NED Ki | GER 8  | CZE Ki | AUT Ki | GBR Ki | RSM 5  | ARA 9  | JPN Ki | AUS 9  | MAL Ki | VAL Ki | 18.      | 43   |

### Teljes Supersport-világbajnokság eredménylistája
| Év   | Motor  | 1     | 2     | 3     | 4     | 5     | 6     | 7     | 8     | 9     | 10    | 11    | 12    | Helyezés | Pont |
| ---- | ------ | ----- | ----- | ----- | ----- | ----- | ----- | ----- | ----- | ----- | ----- | ----- | ----- | -------- | ---- |
| 2018 | Yamaha | AUS 3 | THA 4 | SPA 1 | NED 6 | ITA 4 | GBR 1 | CZE 2 | ITA 3 | POR 6 | FRA 2 | ARG 2 | QAT 2 | 1.       | 208  |

### Teljes Superbike-világbajnokság eredménylistája
| Év   | Motor    | 1      | 1      | 1     | 2      | 2      | 2      | 3      | 3      | 3      | 4      | 4     | 4      | 5      | 5      | 5     | 6     | 6     | 6     | 7     | 7      | 7      | 8      | 8      | 8      | 9      | 9      | 9      | 10    | 10    | 10     | 11     | 11     | 11     | 12     | 12    | 12     | 13     | 13    | 13     | Helyezés | Pont |
| Év   | Motor    | R1     | SR     | R2    | R1     | SR     | R2     | R1     | SR     | R2     | R1     | SR    | R2     | R1     | SR     | R2    | R1    | SR    | R2    | R1    | SR     | R2     | R1     | SR     | R2     | R1     | SR     | R2     | R1    | SR    | R2     | R1     | SR     | R2     | R1     | SR    | R2     | R1     | SR    | R2     | Helyezés | Pont |
| ---- | -------- | ------ | ------ | ----- | ------ | ------ | ------ | ------ | ------ | ------ | ------ | ----- | ------ | ------ | ------ | ----- | ----- | ----- | ----- | ----- | ------ | ------ | ------ | ------ | ------ | ------ | ------ | ------ | ----- | ----- | ------ | ------ | ------ | ------ | ------ | ----- | ------ | ------ | ----- | ------ | -------- | ---- |
| 2019 | Yamaha   | AUS 8  | AUS 7  | AUS 8 | THA 7  | THA 7  | THA 7  | SPA 7  | SPA 9  | SPA 10 | NED 13 | NED T | NED 11 | ITA Ki | ITA 13 | ITA T | SPA 8 | SPA 9 | SPA 6 | ITA 7 | ITA Ki | ITA 15 | GBR Ki | GBR Ki | GBR 13 | USA 14 | USA 11 | USA 14 | POR 8 | POR 8 | POR 10 | FRA 10 | FRA 11 | FRA Ki | ARG Ni | ARG 7 | ARG 15 | QAT Ki | QAT 8 | QAT 10 | 12.      | 134  |
| 2020 | Kawasaki | AUS 13 | AUS 11 | AUS 9 | SPA 14 | SPA 14 | SPA 14 | POR Ki | POR Ni | POR Ni | SPA    | SPA   | SPA    | SPA    | SPA    | SPA   | SPA   | SPA   | SPA   | FRA   | FRA    | FRA    | POR    | POR    | POR    |        |        |        |       |       |        |        |        |        |        |       |        |        |       |        | 19.      | 14   |